# Lingya
Lingya (chinesisch 苓雅區, Pinyin Língyǎ qū, taiwanisch: Lîng-ngá-khu) ist ein Bezirk der regierungsunmittelbaren Stadt Kaohsiung in der Republik China (Taiwan). Hier befinden sich die Regierung der Stadt Kaohsiung, das Kulturzentrum und der 85 Sky Tower, das höchste Gebäude und Wahrzeichen der Stadt.

## Lage und Beschreibung

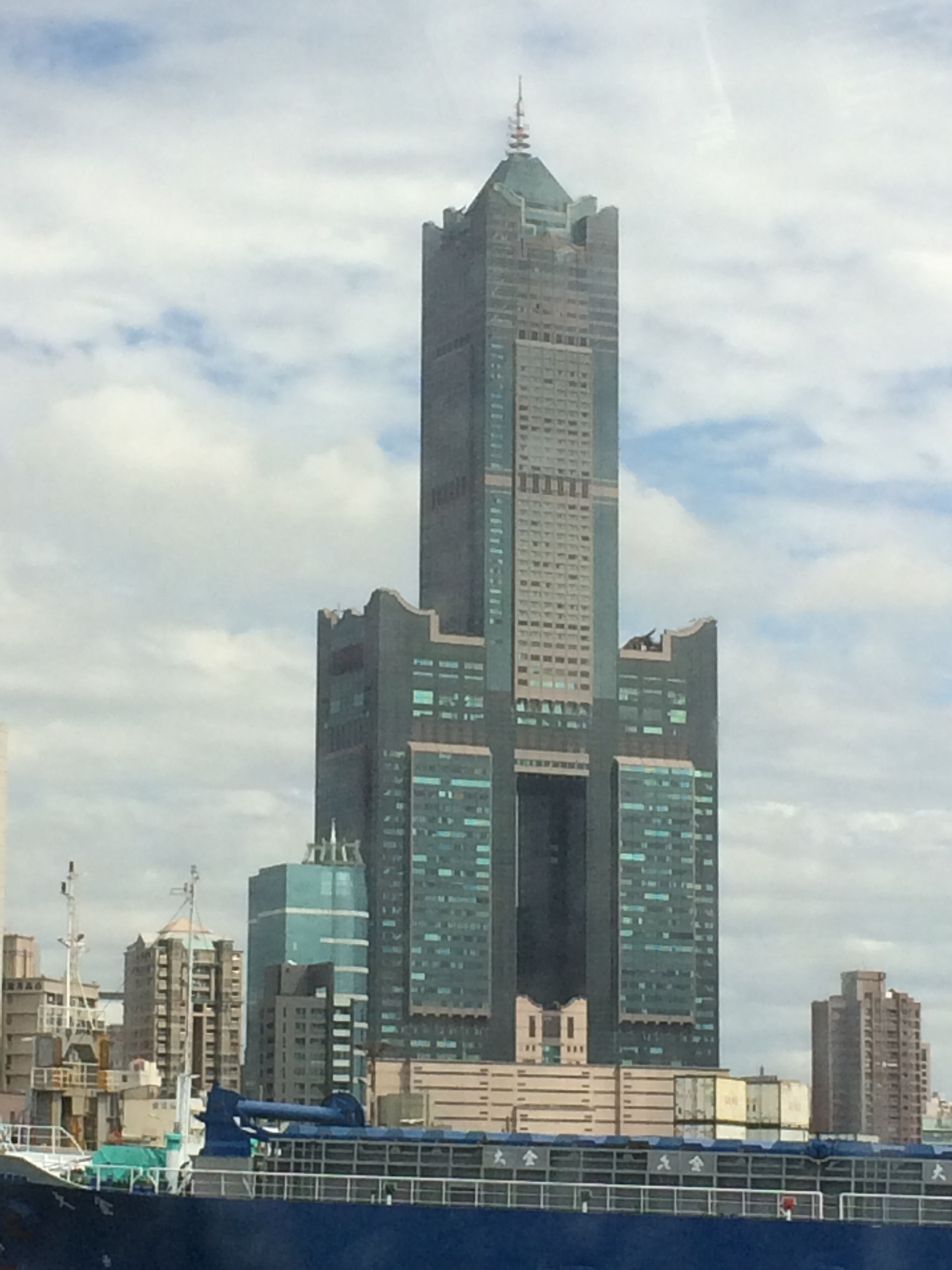
Der 85 Sky Tower

Lingya liegt im Süden der Stadt Kaohsiung und zentral in der Kernstadt. Seine Nachbarbezirke sind Yancheng im Nordwesten, Qianjin, Xinxing und Sanmin im Norden, Fengshan im Osten und Qianzhen im Süden. Im Westen grenzt Lingya auf einer kurzen Strecke an den Hafen Kaohsiung und die Mündung des Liebes-Flusses (愛河 Aihe). Hier und im großen Weiwuying-Park (衛武營都會公園) zwischen Lingya und Fengshan liegen die beliebtesten Ausflugsziele des Bezirks.
Lingya ist in 69 zumeist dicht bebaute Viertel (里 lǐ) unterteilt, in denen es zahlreiche Hochhäuser, Kaufhäuser und Geschäfte gibt. Mit 163.736 Einwohnern und einer Fläche von etwas über 8 km² war Lingya im August 2024 unter den 38 Bezirken Kaohsiungs der Bezirk mit der sechstgrößten Bevölkerung und mit 20.085 Einwohnern je km² der mit der zweithöchsten Bevölkerungsdichte. Um 2000 lebten hier sogar circa 200.000 Menschen. Seitdem hat die Bevölkerung kontinuierlich abgenommen.

## Geschichte
Die ursprünglich auf dem Gebiet des heutigen Lingya lebenden Ureinwohner vom Volk der Makatao wurden ab dem 17. Jahrhundert von chinesischen Siedlern verdrängt. Der heutige Ortsname geht auf das Minnan bzw. das taiwanische Lêng-á-liâu (苓仔寮) zurück, das einen Schuppen (liâu) für Fischernetze (lêng-á) bezeichnete.

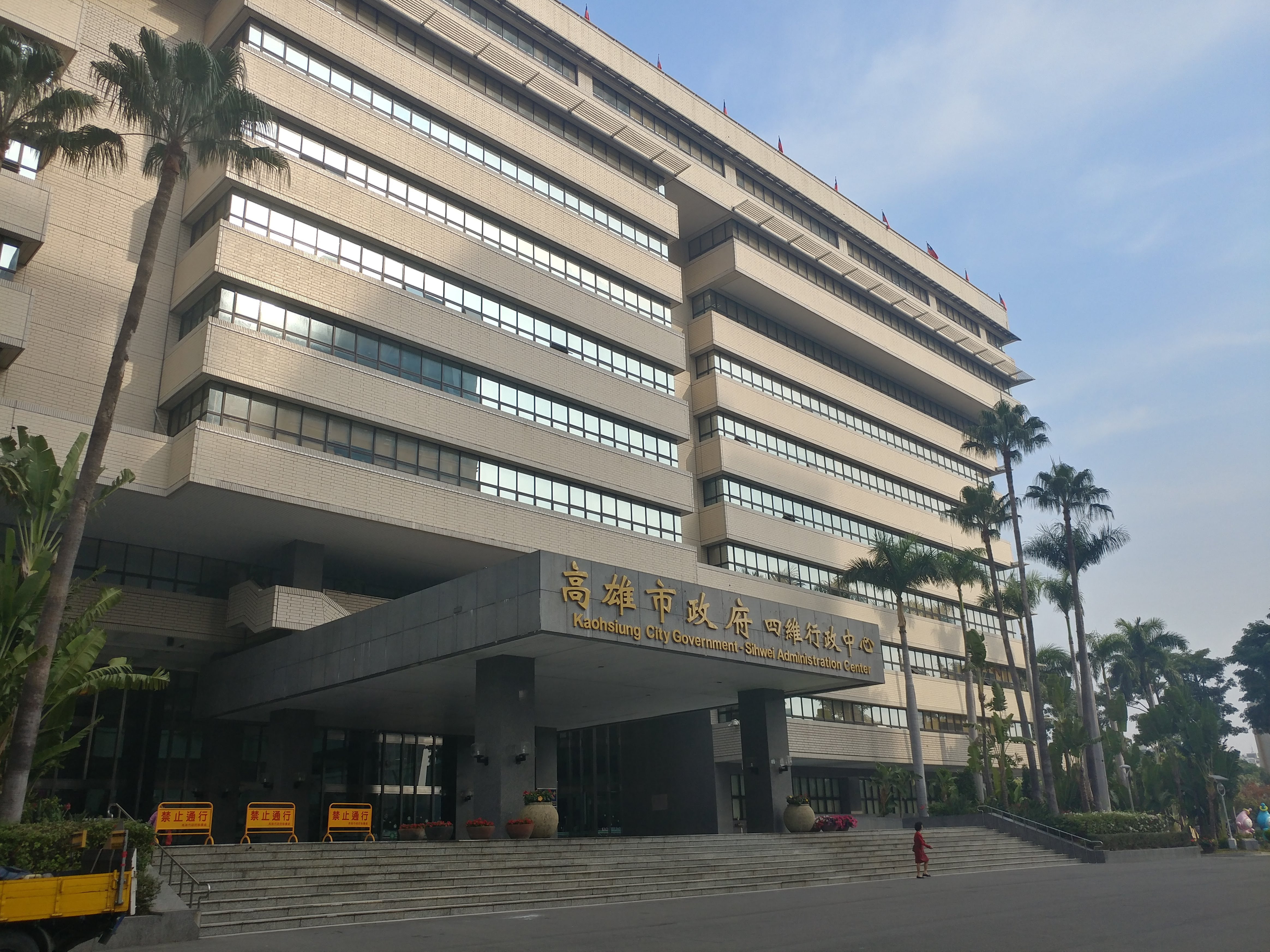
Sitz der Stadtregierung

Nachdem Lingya zunächst von Landwirtschaft und Fischerei geprägt war, wurde seine Entwicklung dadurch befördert, dass Ende des 18. Jahrhunderts zur Zeit der Qing-Dynastie der Verwaltungssitz des Landkreises Fengshan (dessen Gebiet in etwa dem heutigen Südwesten Kaohsiungs entsprach) in Lingyas unmittelbaren Nachbarort (der seitdem ebenfalls Fengshan heißt) verlegt wurde. Seit der japanischen Herrschaft über Taiwan (1895–1945) gehört Lingya zur Stadt Kaohsiung. 1992 wurde die Stadtregierung nach Lingya verlegt, seither befinden sich hier die wichtigsten Verwaltungsgebäude und das Büro des Bürgermeisters.
In der Nacht vom 31. Juli zum 1. August 2014 ereignete sich in Lingya und dem benachbarten Qianzhen eine Reihe schwerer Gasexplosionen, der 32 Menschen zum Opfer fielen.

## Verkehr und Wirtschaft
Lingya ist durch beide Linien (Rot und Orange) der Kaohsiunger U-Bahn KMRT, die Straßenbahn KLRT und zahlreiche Buslinien mit der Umgebung verbunden. Zudem gibt es am Nordrand des Bezirks eine Haltestelle der Pingtung-Linie der Taiwanischen Eisenbahn. Die Autobahn Nationalstraße 1 und die Provinzstraße 17 streifen den Bezirk kurz.
Lingya ist ein kommerziell geprägter Bezirk, der in jüngerer Zeit im Zuge stadtplanerischer Maßnahmen rund um den Kaohsiunger Hafen und das Ufer des Liebes-Flusses an touristischer Bedeutung gewonnen hat.

## Kultur und Sehenswürdigkeiten

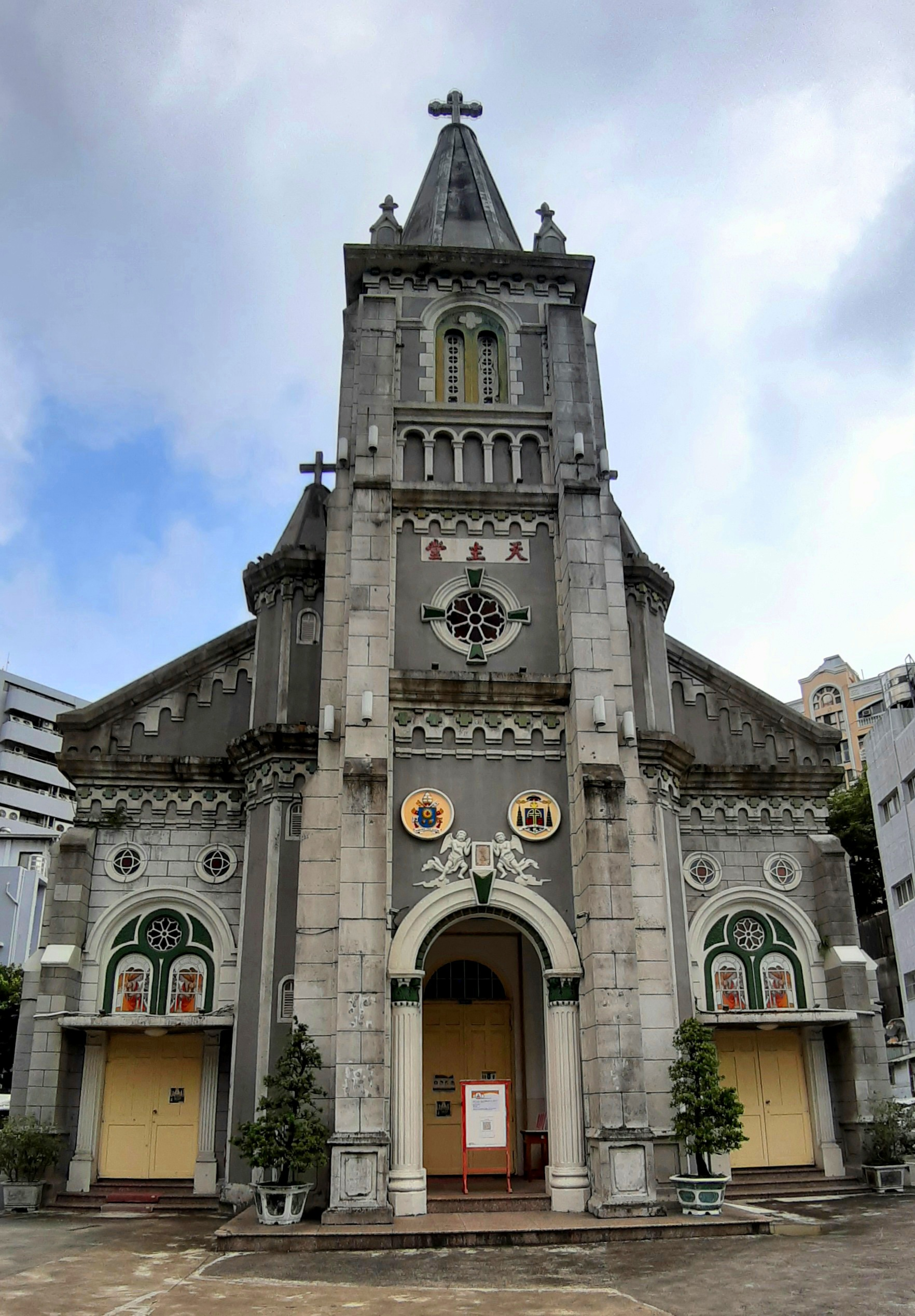
Die Rosenkranzkathedrale

In Lingya steht Kaohsiungs Wahrzeichen, der 85 Sky Tower. Der 1997 fertiggestellte Wolkenkratzer ist der Form des chinesischen Schriftzeichens 高 (gao), mit dem der Name Kaohsiung beginnt, nachgebildet. Mit 347,5 m ist er das zweithöchste Gebäude Taiwans (2024) und von fast überall im Gebiet der Kernstadt und ihrer Umgebung zu sehen.
Die am östlichen Ufer des Liebes-Flusses gelegene Rosenkranzkathedrale wurde zwischen 1858 und 1863 erbaut und ist die älteste römisch-katholische Kirche Taiwans. Sie hat den Rang einer Basilica minor und ist Sitz des Bischofs von Kaohsiung. Neben weiteren christlichen Gemeinden gibt es in Lingya eine Vielzahl daoistischer und buddhistischer Tempel, darunter einen Tempel des Fo-Guang-Shan-Ordens, den 高雄佛教堂 (Gaoxiong Fojiao Tang). Außerdem befindet sich in Lingya die Moschee von Kaohsiung, die einzige Moschee der Stadt.

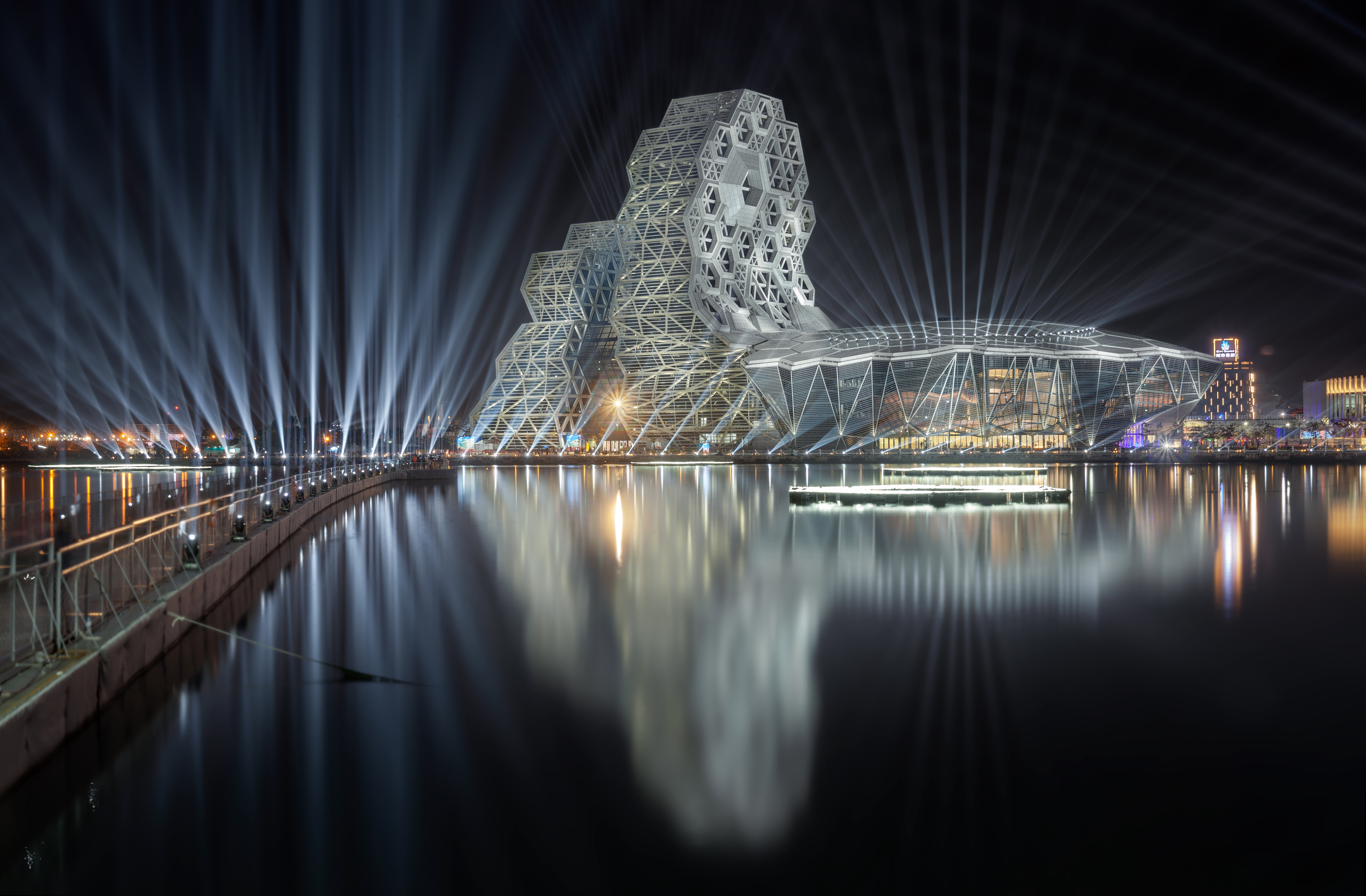
Das Kaohsiung Musikzentrum während des Laternenfests 2022

Kulturelle Mittelpunkte Lingyas sind das Kulturzentrum der Stadt Kaohsiung (高雄市文化中心), in dem regelmäßig Aufführungen, Konzerte, Ausstellungen und andere Veranstaltungen stattfinden, und das Kaohsiung Musikzentrum (高雄流行音樂中心) an der Mündung des Liebes-Flusses. Am nahegelegenen Guangrong-Kai (光榮馬頭) und dem weiter zum Hafen hin gelegenen Singuang-Kai (新光碼頭) kann man spazieren gehen und hat eine schöne Aussicht auf den Kaohsiunger Hafen.
Der Bezirk beherbergt das Lingya-Sportzentrum, in dem einige Wettbewerbe der World Games 2009 stattfanden.

## Bildung
In Lingya befindet sich die Nationale Pädagogische Universität Kaohsiung (國立高雄師範大學). Ein Teilcampus der Sun-Yat-sen-Nationaluniversität, der Teile ihrer Medizinischen Fakultät aufnehmen soll, ist in Lingya im Bau. Im Bezirk liegt auch die Japanische Schule Kaohsiung.

## Persönlichkeiten
A-Lin (* 1983), Sängerin